# Hole Hearted
Hole Hearted è una canzone del gruppo musicale statunitense Extreme, estratta come quarto singolo dall'album Extreme II: Pornograffitti nel settembre 1991.
Il brano segue l'uscita del singolo di successo More Than Words, consolidando la popolarità della band, grazie al quarto posto raggiunto nella Billboard Hot 100 negli Stati Uniti quello stesso anno. Si tratta del secondo singolo di maggior successo in classifica degli Extreme.
Come per More Than Words, lo stile musicale di questa canzone differisce da quello utilizzato per gran parte in Pornograffitti, in quanto guidata prevalentemente da elementi acustici. Il brano si caratterizza inoltre per essere l'unico del disco, insieme a When I First Kissed You, ad esser stato prodotto direttamente dal chitarrista Nuno Bettencourt.
La canzone è inclusa nell'album come ultima traccia e non appare nella versione in vinile dello stesso.

## Tracce
7" Single A&M 390 733-7
1. Hole Hearted – 3:39
2. Suzi (Wants Her All Day What?) – 3:38

CD Maxi A&M 390 733-2
1. Hole Hearted – 3:39
2. More Than Words (a cappella) – 4:11
3. Suzi (Wants Her All Day What?) – 3:38

## Classifiche
| Classifica (1991)             | Posizione massima |
| ----------------------------- | ----------------- |
| Australia                     | 24                |
| Belgio (Fiandre)              | 44                |
| Canada                        | 2                 |
| Germania                      | 48                |
| Irlanda                       | 9                 |
| Nuova Zelanda                 | 8                 |
| Paesi Bassi                   | 9                 |
| Regno Unito                   | 12                |
| Stati Uniti                   | 4                 |
| Stati Uniti (mainstream rock) | 2                 |
| Stati Uniti (radio)           | 6                 |
| Svezia                        | 30                |